# سابا
سیبا (‎/ˈseɪbə/‎؛ تلفظ هلندی: [ˈsaːbaː]) جزیره‌ای کوچک در دریای کاراییب متعلق به هلند است. جمعیت جزیره حدود ۲۰۰۰ نفر است.